# Gottfried Engels
Gottfried Engels (nascido em Bonn) é um músico alemão.
Fez os estudos superiores na Escola Superior de Música de Colônia, com o professor Paul Breuer, tendo concluído o curso em 1979 com o Exame de Solista (Konzertexamen). É membro da Orquestra Sinfônica de Düsseldorf desde 1980 e Professor de contrabaixo na Escola Superior de Música de Colônia, desde 2005 também na Escola Superior Robert Schumann de Düsseldorf.
Em 1992, atuou pela primeira vez como regente à frente da orquestra Jovenes Arcos num concerto de música alemã, a convite do Maestro Gustavo Medina. Desde então regeu várias orquestras, executando sobretudo música alemã (Bach, Händel, Haydn, Mozart, Beethoven, Schubert, Schumann, Brahms, Bruckner, Mahler, Hindemith), mas também o repertório de Vivaldi, Tchaikovsky, Ginastera, Marques, Camargo Guarnieri, Moncayo e outros. Além da orquestra Jovenes Arcos, dirigiu ainda a Orquestra Sinfônica de Los Llanos, a Orquestra Sinfônica de Margarita, a Orquestra Sinfônica Nacional da Nicarágua e, na Alemanha, a Orquestra Sinfônica de Düsseldorf. Atuou ainda como regente em pequenos festivais de música nos Estados Unidos e em projetos pedagógicos. Foi assistente musical da Ópera de Düsseldorf na estreia mundial de "The Bird Garden", de Quentin Thomas. Em 2005 regeu pela primeira vez um concerto na Roménia.
Paralelamente às atividades de regente, Gottfried Engels trabalha como solista, toca em várias orquestras e grupos de música de câmara e já participou de diversas gravações para rádios e gravadoras. Já tocou em diversos países da Europa, América do Norte, América do Sul e Japão. O foco principal de seu interesse é a execução de música barroca e clássica com instrumentos originais.
Além de instrumentista, Gottfried Engels realiza considerável trabalho pedagógico. Com o apoio do Conselho Alemão de Música (Deutscher Musikrat), já lecionou como professor convidado em Brasília, Assunção, Quito e Caracas. Deu masterclasses e workshops na Universidade do Colorado (Denver), na Juilliard School (Nova Iorque), na Universidade da Califórnia em Los Angeles, na Universidade de Houston (Houston/Texas), no Conservatório de Música da Universidade de Cincinatti e na Universidade Gedai (Tóquio/Japão). No Brasil, lecionou em universidades de Rio de Janeiro, São Paulo, Minas Gerais e Brasília. Entre 1992 e 1999 trabalhou regularmente com os contrabaixistas do movimento musical juvenil da Venezuela.

## Discografia
- DREAMS / Contrabaixo Ibero-Americano - SET/2005 - Registro de catálogo número: 050901 EAN: 4 260019 750044.